# Storsjön (Älvdalens socken, Dalarna)
Storsjön är en sjö i Älvdalens kommun i Dalarna och ingår i Dalälvens huvudavrinningsområde. Sjön har en area på 0,559 kvadratkilometer och ligger 425 meter över havet. Sjön avvattnas av vattendraget Vasslen.

## Delavrinningsområde
Storsjön ingår i det delavrinningsområde (678593-138606) som SMHI kallar för Inloppet i Katjistsjön. Medelhöjden är 443 meter över havet och ytan är 12,02 kvadratkilometer. Det finns inga avrinningsområden uppströms utan avrinningsområdet är högsta punkten. Vasslen som avvattnar avrinningsområdet har biflödesordning 5, vilket innebär att vattnet flödar genom totalt 5 vattendrag innan det når havet efter 412 kilometer. Avrinningsområdet består mestadels av skog (76 procent) och sankmarker (11 procent). Avrinningsområdet har 1,16 kvadratkilometer vattenytor vilket ger det en sjöprocent på 9,6 procent.